# Ajnštajnijeve anorganske spojine
Iskanje ajnštajnijevih spojin je zaradi kratke razpolovne dobe vseh njegovih izotopov zelo oteženo. Ajnštajnij naj bi tvoril binarne spojine – halide, okside, halidne komplekse, halkogenide in pniktogenide.

## Seznam
- Diajnštajnijev trioksid – Es2O3[2]
- Ajnštajnijev dibromid – EsBr2[3]
- Ajnštajnijev dijodid – EsI2[3]
- Ajnštajnijev diklorid – EsCl2[3]
- Ajnštajnijev dioksid – EsO2[4]
- Ajnštajnijev oksibromid – EsOBr[5]
- Ajnštajnijev oksid – EsO[2]
- Ajnštajnijev oksijodid – EsOI[6]
- Ajnštajnijev oksiklorid – EsOCl[7]
- Ajnštajnijev tetrafluorid – EsF4[8]
- Ajnštajnijev tiocianat – C3EsN3S3[1]
- Ajnštajnijev tribromid – EsBr3[9]
- Ajnštajnijev trifluorid – EsF3[1]
- Ajnštajnijev trihidroksid – Es(OH)3[1]
- Ajnštajnijev trijodid – EsI3[10]
- Ajnštajnijev triklorid – EsCl3[1]
- EsO+[4]